# Izland a 2010. évi téli olimpiai játékokon

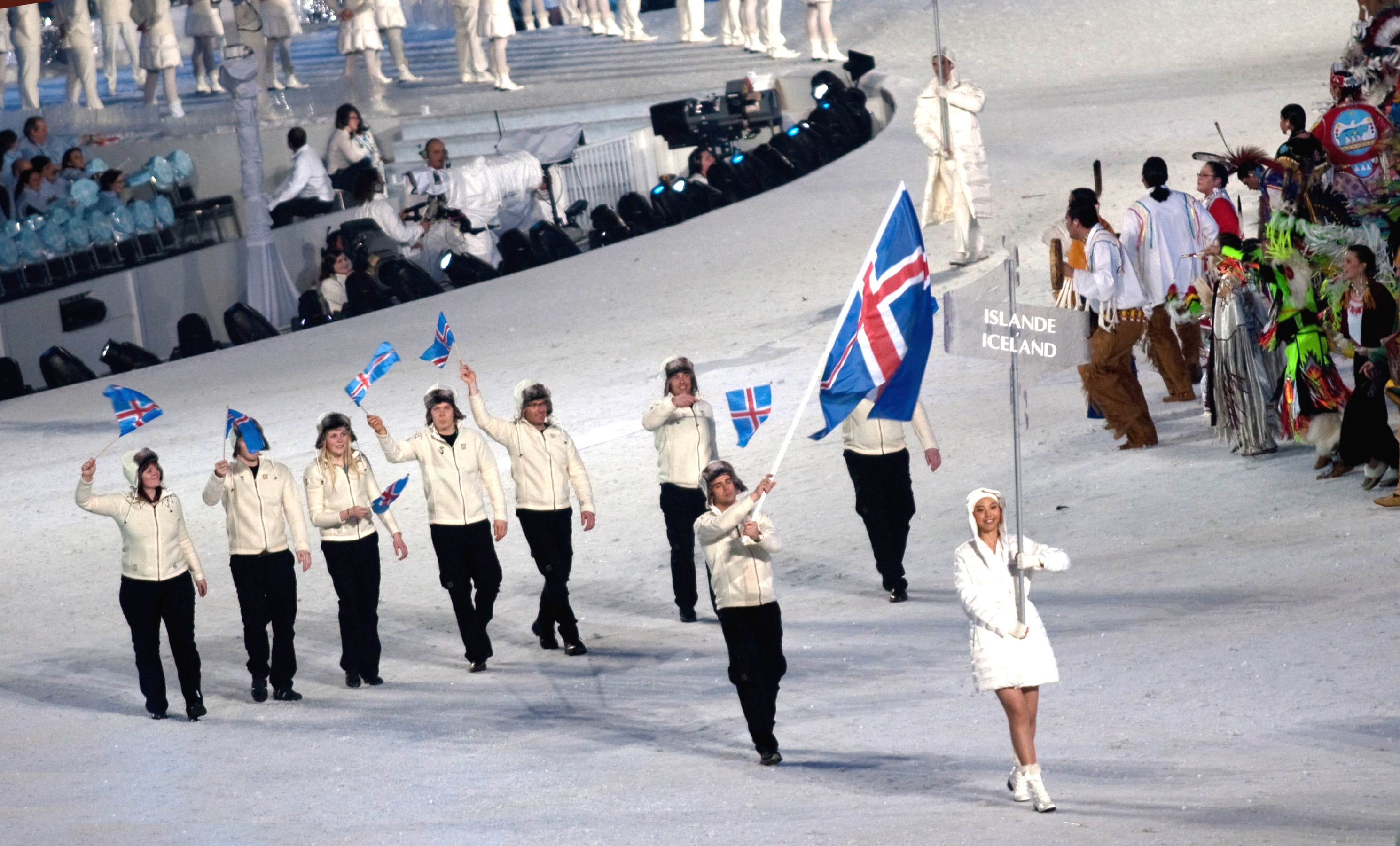
Izland olimpiai küldöttsége a megnyitón

Izland a kanadai Vancouverben megrendezett 2010. évi téli olimpiai játékok egyik részt vevő nemzete volt. Az országot az olimpián 1 sportágban 4 sportoló képviselte, akik érmet nem szereztek.

## Alpesisí
Férfi
| Versenyző                | Versenyszám            | 1. futam      | 1. futam      | 2. futam | 2. futam | Összesítés    | Összesítés    |
| Versenyző                | Versenyszám            | Idő           | Hely.         | Idő      | Hely.    | Idő           | Helyezés      |
| ------------------------ | ---------------------- | ------------- | ------------- | -------- | -------- | ------------- | ------------- |
| Björgvin Björgvinsson    | Műlesiklás             | nem ért célba | nem ért célba | kiesett  | kiesett  | kiesett       | kiesett       |
| Björgvin Björgvinsson    | Óriás-műlesiklás       | 1:21,44       | 42.           | 1:25,27  | 45.      | 2:46,71       | 43.           |
| Stefán Jón Sigurgeirsson | Műlesiklás             | nem ért célba | nem ért célba | kiesett  | kiesett  | kiesett       | kiesett       |
| Stefán Jón Sigurgeirsson | Szuperóriás-műlesiklás |               |               |          |          | 1:39,12       | 45.           |
| Árni Þorvaldsson         | Szuperóriás-műlesiklás |               |               |          |          | nem ért célba | nem ért célba |

Női
| Versenyző           | Versenyszám            | 1. futam      | 1. futam      | 2. futam | 2. futam | Összesítés    | Összesítés    |
| Versenyző           | Versenyszám            | Idő           | Hely.         | Idő      | Hely.    | Idő           | Helyezés      |
| ------------------- | ---------------------- | ------------- | ------------- | -------- | -------- | ------------- | ------------- |
| Íris Guðmundsdóttir | Műlesiklás             | nem ért célba | nem ért célba | kiesett  | kiesett  | kiesett       | kiesett       |
| Íris Guðmundsdóttir | Szuperóriás-műlesiklás |               |               |          |          | nem ért célba | nem ért célba |